# Carol-számok
A Carol-számok olyan számok, amelyek felírhatók {\displaystyle (2^{k}-1)^{2}-2} alakban, ahol k egy pozitív egész szám. A Carol-számok sok esetben prímek, például k=1; 2; 3; 4; 6; 7; 10; 12; 15; 18; 19; 21; 25; 27; 55; 129; 132; 159… esetén.

## A 30 legkisebb Carol-szám
-1; 7; 47; 223; 959; 3967; 16127; 65023; 261119; 1046527; 4190207; 16769023; 67092479; 268402687; 1073676287; 4294836223; 17179607039; 68718952447; 274876858367; 1099509530623; 4398042316799; 17592177655807; 70368727400447; 281474943156223; 1125899839733759; 4503599493152767; 18014398241046531; 72057593501057023; 288230375077969919; 1152921502459363327